# يان فلينترمان
يان فلينترمان (بالهولندية: Jan Flinterman)‏ مواليد 2 أكتوبر 1919 في لاهاي، كان سائق فورملا 1 هولندي سابق بدأ مسيرته الاحترافية سنة 1952. كان أول سباق له هو جائزة هولندا الكبرى 1952. خاض خلال مسيرته 1 سباقات.